# Oštarijska Vrata
Oštarijska Vrata är ett bergspass i Kroatien.   Det ligger i länet Lika, i den centrala delen av landet, 160 km söder om huvudstaden Zagreb. Oštarijska Vrata ligger 910 meter över havet.
Terrängen runt Oštarijska Vrata är huvudsakligen kuperad, men söderut är den bergig. En vik av havet är nära Oštarijska Vrata åt sydväst.  Närmaste större samhälle är Popovača, 12,4 km norr om Oštarijska Vrata. 